# 18. zongoraverseny (Mozart)
Wolfgang Amadeus Mozart 18., B-dúr zongoraversenye a Köchel-jegyzékben 456 szám alatt szerepel, és a „Paradies” melléknevet viseli.

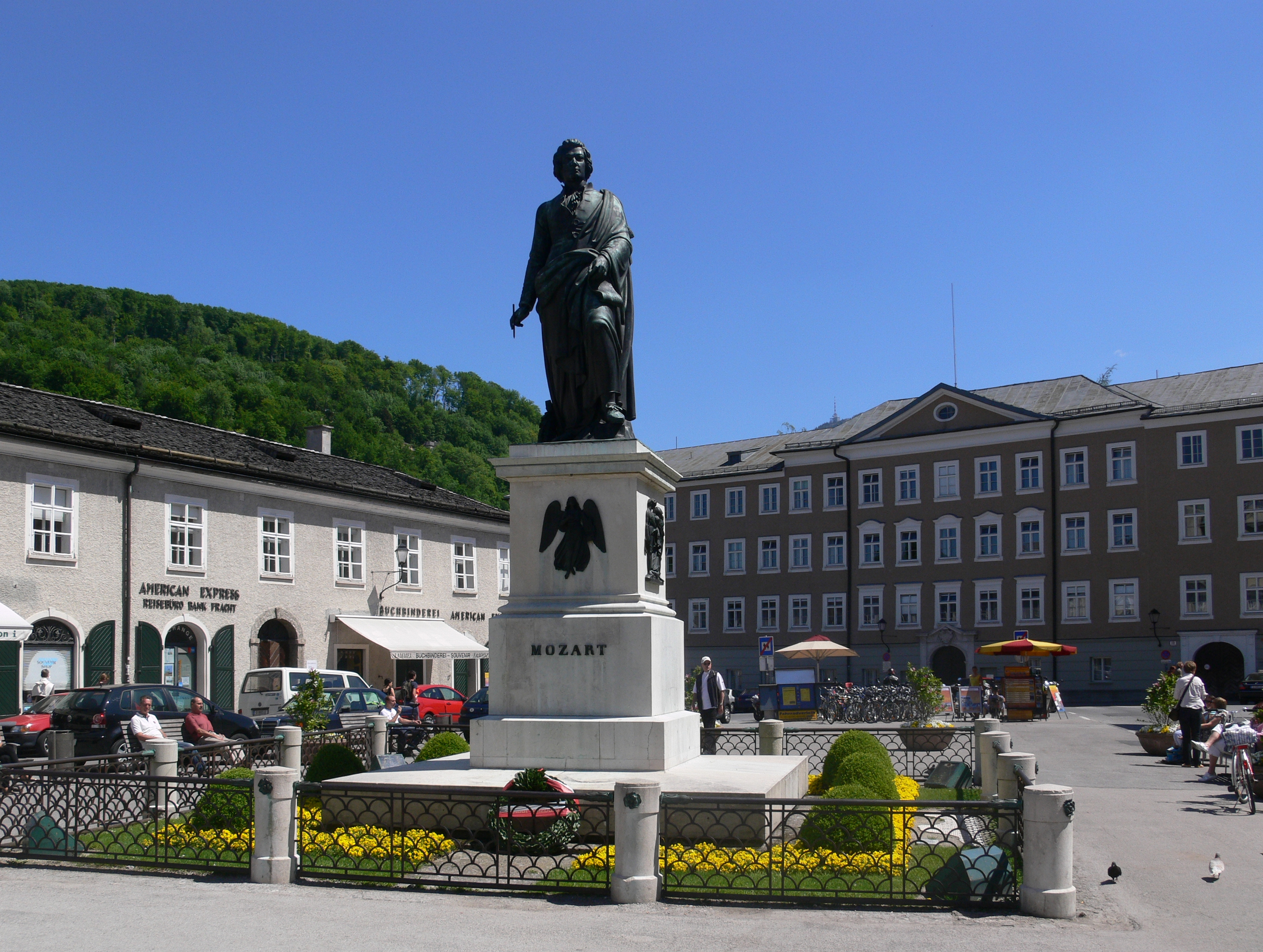
Salzburg, Mozart tér - Mozart emlékmű

## Keletkezése, története
Mozart a kézirat tanúsága szerint 1784. szeptember 30-án fejezte be, és a gyermekkorában megvakult kiváló zongoraművésznőnek, Maria Theresia Paradiesnak ajánlotta. A mű premierje 1785 februárjában, Laschi énekesnő hangversenyén volt, Mozart a császár jelenlétében adta elő a darabot, hatalmas sikerrel.

## Szerkezete, jellemzői
A mű a partitúra szerint zongorára, fuvolára, két oboára, két basszetkürtre, két kürtre és vonósokra íródott.
Tételei:
1. Allegro vivace
2. Andante un poco sostenuto (g-mollban)
3. Allegro vivace

Az első tétel katonás, harsány indulózene, amelyből kecsesen emelkedik ki a zongora finom szólama. A lassú tétel téma változatokkal. Itt a hangnem a Mozart életében oly jelentős, a tragikumot hordozó g-moll, amely megadja a koncert alapvető karakterét. A finálé mozgalmas, vadászat típusú zene.

## Ismertség, előadási gyakoriság
Hangversenyen, hanglemezen, vagy elektronikus médiákban viszonylag ritkábban hallgatható darab. 2006-ban, a Mozart-év kapcsán a Magyar Rádió Bartók Rádiójának Mozart összes művét bemutató sorozatában hallható volt, a zongoraszólamot Alfred Brendel játszotta, a St. Martin-in-the-Fields Kamarazenekart Neville Marriner vezényelte.